# Jacob van der Does
Jacob van der Does (I) (naamsvarianten: Jacob Verdoes, Jacob Simonsz. van der Does  (I), bijnaam: Tamboer (Amsterdam, gedoopt 4 maart 1623 - Sloten, 17 november 1673) was een Nederlands kunstschilder en tekenaar uit de Gouden Eeuw. Hij vervaardigde voornamelijk (italianiserende) landschappen met dieren en enkele portretten.

## Levensloop

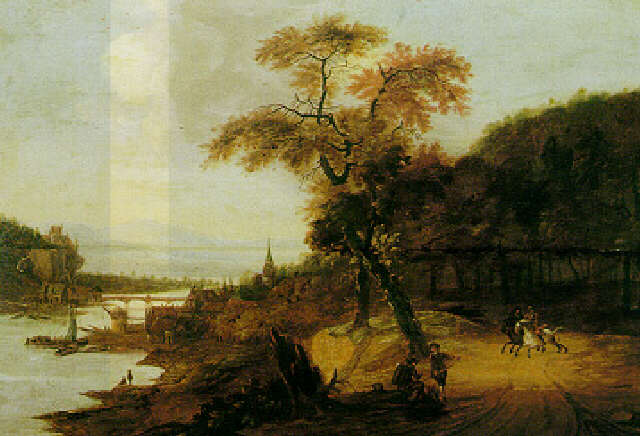
Rivierlandschap met ruiters, privécollectie

Jacob was een zoon van Simon Jacobzn van der Does, secretaris van de assurantiekamer van Amsterdam en Beatrix Anselmo. Van der Does ontving zijn opleiding bij Nicolaes Moeyaert. In 1644 was hij ingeschreven aan de universiteit van Leiden.  Op 21-jarige leeftijd vertrok hij naar Frankrijk en reisde vervolgens te voet door naar Italië.
In 1644 reisde hij naar Rome, waar hij ongeveer vijf jaar zou blijven. Hier werd hij opgenomen in het gezelschap van de Bentvueghels dat Nederlandse en Vlaamse kunstenaars die in Rome werkzaam waren verenigde. Zijn biograaf Jacob Campo Weyerman beschrijft dat zijn vrienden bij aankomst in Rome onmiddellijk in het gezelschap wilden opnemen. Jacob van der Does verzette zich aanvankelijk omdat hij geen geld had en dus de initiatieceremonie die gewoonlijk uit uitgebreid eten en drinken bestond niet kon betalen.  Maar de andere leden overtuigden hem dat ze hem niet in verlegenheid zouden laten, en hij werd die avond zelf nog geïnitieerd in de Bentvueghels. In dit ongedwongen en drinkgrage genootschap bestond de gewoonte elkaar te voorzien van een aansprekende bijnaam. Omdat van der Does had aangegeven uit geldgebrek soldaat te willen worden en vanwege zijn gedrongen gestalte kreeg hij de 'bentnaam' Tamboer toegemeten, want het was de gewoonte in het leger de kortste soldaten als trommelaar (tamboer) aan te stellen.

Moeder en kind met vee in een landschap

In Rome werd hij ook bekend met de kring van genreschilders die onder de invloed stonden van Pieter van Laer en de Bamboccianti genoemd worden. De Bamboccianti waren voornamelijk Nederlandse en Vlaamse kunstenaars werkzaam in Rome die meestal kleine kabinetstukken of prenten van het alledaagse leven van de lagere klassen in Rome en het omringende platteland produceerden.  Van der Does kopieerde tijdens zijn verblijf in Rome werken van onder meer Pieter van Laer.
Na terugkeer in Nederland in 1650 vestigde hij zich in Den Haag. Hij trouwde er met Margaretha Boortens, die zelf ook verdienstelijke schilderde. In 1656 was hij medeoprichter van het Haagse genootschap Confrerie Pictura. Van der Does was een ontwikkeld man, geïnteresseerd in vreemde talen en hij lijkt een bijzondere voorliefde voor Latijnse inscripties te hebben gehad.
Zijn vrouw overleed in 1661, wat hem zodanig aangreep dat hij een tijdlang maar weinig schilderde. Hij hertrouwde in 1662 in Den Haag met Johanna van Geesdorp Gideonsdr., die eveneens weinige jaren later overleed. Uit het eerste huwelijk werden 7 kinderen, uit het tweede 4 kinderen geboren waarvan er in totaal enkel 3 overleefden. Door tussenkomst van familieleden verkreeg hij het secretarisambt van Sloten, Sloterdijk, Houtrijk en Polanen en hij vestigde zich in Sloterdijk in 1665. Vanaf 1663 tot aan zijn dood zou hij zich vooral in Amsterdam hebben opgehouden.
Hij had diverse leerlingen, onder wie zijn zoons Jacob en Simon, Theodorus Bernoille, Marcus de Bye, Gamaliel Day, Alexander Havelaer en Anthony Schinckels.

## Werken
Van der Does verwierf faam met zijn zuidelijke, italianiserende landschappen met denkbeeldige herders en dieren, voornamelijk schapen en geiten. Zijn stijl en keuze van onderwerpen liggen in de lijn van de Bamboccianti.  Het werd verhaald dat een werk dat een geitje voorstelde voor 1000 gulden werd aangekocht hetgeen hem de bijnaam ‘de schilder der duizendguldens geit’ opleverde.
Hij schilderde ook portretten en architectuur als genre. Hij was verder werkzaam als etser maar produceerde minder werk in deze discipline.